# Riyu Kosaka
Riyu Kosaka (小坂 りゆ Kosaka Riyu?) (Yokohama, Prefectura de Kanagawa, 17 de enero de 1985) es una cantante y actriz japonesa.
Es la principal vocalista de la banda BeForU, y aparte de continuar con su banda realiza aparte su carrera en solitario.

## Biografía

### Inicios
Los inicios musicales de Riyu Kosaka fue cuando tenía quince años de edad, al interior de la audición "Dance Dance Revolution Artist Audition 2001", la cual tuvo lugar en noviembre del año 2000. Aquí se formó la banda BeForU, donde Riyu toma lugar como una de las principales vocalistas, así como también asume la escritura de numerosos temas. Creando música tanto para su banda como para ella misma, Riyu con el tiempo se convierte en la cantante de BeForU a la que se le ve más proyección, y tiene fanáticos tanto en Japón como también a nivel mundial, entre fanáticos de los populares juegos de baile de Konami donde sus temas son incluidos.
Ya en el 2001, con poco tiempo que BeForU se mantenía formada, Riyu lanza su primer sencillo como solista, titulado "true...", tema de Pop electrónico que también fue incluido en juegos de baile junto a los temas de Riyu en compañía de su grupo. La versión original de "true..." así como también su versión remix fueron muy bien recibidas por parte de fanáticos de Konami, lo que dio tribuna a Riyu para seguir creando música en solitario.
En el año 2004 Riyu lanza su primer disco en solitario, "begin", disco que tuvo como principal influencia la música electrónica caracteístico de su música, contó con varias canciones de BeForU re-arregladas, covers de otros artistas, así como también producciones originales creadas por la joven. En enero de 2005 se presenta por primera en el Shibuya O-East en un concierto excluvisamente de ella, y en donde tuvo contacto directo con sus fanáticos, así como también experimentó por primera vez la experiencia de actuar sola en un escenario grande presentando su música. Su blog personal "Riyu Kosaka no Message Blog" también se hizo de bastante popularidad, y siendo actualiado por la misma Riyu diariamente, ha estado varias entre los diez sitios de internet más visitados de Japón.
Entre los años 2005 y 2006 también en conjunto con Ryō Horikawa como personalidad de radio para Pakedio Channel, y su canción Little Wings fue posteriormente incluida en el recopilatorio Pakedio Channel Vol. 1.

### Debut mayor
En agosto de 2006 es anunciado que BeForU consigue un contrato con el sello discográfico Avex, lo da la oportunidad de que la carrera solista de Riyu llegue a un nivel major en la industria musical tras cinco años de haber comenzado su carrera solista. En octubre se lanzó su primer sencillo major, "Yamato Nadeshiko", el cual fue lanzado el mismo día que "Red Rocket Rising" de BeForU -que fue escrita por Riyu-, y también el sencillo solista de su compañera de banda Noria.
Su segundo sencillo solista, "Danzai no Hana ~Guilty Sky~" lanzado en abril de 2007, fue escogido para ser tema de cierre del anime para la televisión Claymore de Nippon Television, que se estrenó ese mismo mes.

## Discografía
Esta es la discografía de Kosaka como solista. Para sus trabajos con BeForU, véase Discografía de BeForU.

### Singles
1. true... (17 de octubre de 2001)
2. Yamato Nadeshiko (大和撫子魂?) (18 de octubre de 2006) - single debut major
3. Danzai no Hana ~Guilty Sky~ (断罪の花～Guilty Sky～?) (16 de mayo de 2007)
4. Dober Man (11 de julio de 2007)
5. Platinum Smile (24 de octubre de 2007)
6. Kokoro No Ato (12 de diciembre de 2007)

### Álbumes
1. begin (11 de junio de 2004)
2. every struggle (27 de febrero de 2008)

### DVD
- Riyu Kosaka First Live at O-EAST 2005 (2005)
- Riyu's Summer Vacation (2007)

### Otros
- Baby's Tears (25 de agosto de 2006 - Banda sonora original Sky Girls)
- i-revo Music ICE Gentei Haishin Kyoku (i-revoミュージックICE限定配信曲 i-revo Music ICE Música de Transmisión Limitada?) (enlace roto disponible en Internet Archive; véase el historial, la primera versión y la última). (2006)
Miniálbum de Riyu Kosaka sólo disponible para descargar por internet a través de sitio oficial de fanáticos.